# Iceberg Del Sur
Iceberg Del Sur es una banda argentina de rock oriunda de Villa Carlos Paz (Córdoba) formada en el año 2001. Está integrada por Pico Moyano, Conde Agur y Pepe Moyano. Han publicado seis álbumes de estudio y se destacaron por ser la banda sonora de dos obras de Flavio Mendoza: Stravaganza: Water in Art y Mahatma.

## Biografía
Iceberg Del Sur se forma en el año 2001 teniendo a Pico Moyano en guitarra y voz, Conde Agur en bajo y coros y a Pepe Moyano en batería. En el año 2003 fueron la banda de AQM junto a David Bolzoni y Germán Gelpi. En el año 2011 son convocados para ser la banda de Stravaganza: Water in Art, presentándose tanto en Villa Carlos Paz como en Capital Federal (Buenos Aires). En el 2012 editan su primer álbum oficial titulado Chicos del montón. En el 2014 graban la canción "Gol argentino” utilizada por Cadena 3 para la transmisión de los partidos del Mundial Brasil 2014. En enero del 2015 se presentan en el Personal Fest y editan su segundo álbum oficial con la discográfica Plaza Independencia Argentina titulado "Todo es posible" .  En el 2016 la banda lanza un videojuego para celulares de descarga gratuita titulado "Iceberg del sur". A fines del mismo año son convocados nuevamente por Flavio Mendoza para participar de su musical Mahatma, obra que les valió una nominación a mejores músicos en los Premios Carlos 2017. A principios del año 2017 la banda presenta su tercer álbum titulado "Va y viene". En el 2018 vuelven a musicalizar la obra Mahatma resultando nuevamente nominados a mejores músicos en los Premios Carlos. En el año 2019 publican el álbum "De otra galaxia" solo en formato digital. En el 2023 publican en tres partes el álbum "Luna" y simultáneamente suben a las plataformas virtuales el álbum "Super equivocado" publicado originalmente en 2009. En enero del 2024 acompañan a Cristian Castro en su presentación en la fiesta por los 80 años de Susana Gimenez.

## Integrantes
- Pico Moyano: Guitarra y voz.
- Conde Agur: Bajo y coros.
- Pepe Moyano: Baterista.

## Discografía
| Álbum             | Compañía discográfica         | Año  |
| ----------------- | ----------------------------- | ---- |
| Super Equivocado  | Independiente                 | 2009 |
| Chicos del montón | Pattaya                       | 2012 |
| Todo es posible   | Plaza Independencia Argentina | 2015 |
| Va y viene        | Tosas records                 | 2017 |
| De otra galaxia   | Independiente                 | 2019 |
| Luna              | Independiente                 | 2023 |

## Videografía
| Canción                                                         | Álbum                    |
| --------------------------------------------------------------- | ------------------------ |
| Volviendo loco                                                  | Chicos del Montón (2012) |
| Monstruos en el placard                                         | Chicos del Montón (2012) |
| No vale la pena llorar (junto a Los Caligaris y David Bolzoni ) | Todo es posible (2015)   |
| Vas a volver                                                    | Todo es posible (2015)   |
| Atrevete                                                        | Todo es posible (2015)   |
| Ella y él                                                       | Todo es posible (2015)   |
| Rene                                                            | Todo es posible (2015)   |
| Corazones (junto a Mariano Gabriel Martínez)                    | Va y viene (2017)        |
| No pasaba nada                                                  | Va y viene (2017)        |
| Parte de tu jauría                                              | Va y viene (2017)        |
| Me gusta                                                        | Va y viene (2017)        |
| Va y viene (junto a Fernando Burlando y Barby Franco)           | Va y viene (2017)        |
| Quédate con la casa (junto a Miguel Martín)                     | De otra galaxia (2019)   |
| Imán para el amor                                               | De otra galaxia (2019)   |
| Qué lo qué                                                      | De otra galaxia (2019)   |
| Más leña al fuego (junto a Facundo Arana)                       | Luna (2023)              |
| Aire                                                            | Luna (2023)              |
| Darte la razón                                                  | Luna (2023)              |

### Premios
| Año  | Categoría                                     | Premio        | Resultado |
| ---- | --------------------------------------------- | ------------- | --------- |
| 2017 | «Mejores músicos» (Musicalización de Mahatma) | Premio Carlos | Nominado  |
| 2018 | «Mejores músicos» (Musicalización de Mahatma) | Premio Carlos | Nominado  |